# Балабанешти (Галац)
Балабанешти (рум. Bălăbănești) насеље је у Румунији у округу Галац у општини Балабанешти. Oпштина се налази на надморској висини од 142 m.

## Становништво
Према подацима из 2011. године у насељу је живело 895 становника.